# Daemonorops crinita
Daemonorops crinita är en enhjärtbladig växtart som beskrevs av Carl Ludwig von Blume. Daemonorops crinita ingår i släktet Daemonorops och familjen Arecaceae. Inga underarter finns listade i Catalogue of Life.